# 닥밀현
닥밀현(베트남어: Huyện Đắk Mil / 縣得明)은 베트남 중부 고원 지방 닥농성의 현이다.

## 행정 구역
닥밀현은 1시진, 9사를 관할하고 있다.

### 시진
- 닥밀 시진 (Thị trấn Đắk Mil, 得明市鎭)

### 사
- 닥간사 (Xã Đắk Gằn, 得安社)
- 닥라오사 (Xã Đắk Lao, 得勞社)
- 닥느드롯사 (Xã Đắk N'Drót)
- 닥를라사 (Xã Đắk R'La)
- 닥삭사 (Xã Đắk Sắk, 得沙社)
- 득마인사 (Xã Đức Mạnh, 德孟社)
- 득민사 (Xã Đức Minh, 德明社)
- 롱선사 (Xã Long Sơn, 隆山社)
- 투언안사 (Xã Thuận An, 順安社)